# Едо
Едо је једна од савезних држава Нигерије. Налази се на југу земље у појасу Делте Нигера, а главни град државе је град Бенин. 
Држава Едо је формирана 1991. године. Заузима површину од 17.802 km² и има 3.497.502 становника (подаци из 2005). 